# Inge von Bönninghausen

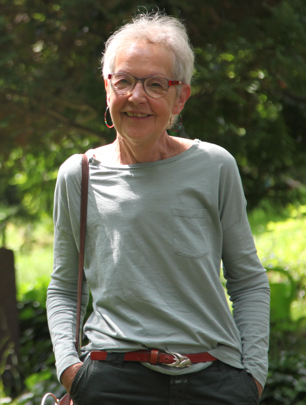
Inge von Bönninghausen

Inge von Bönninghausen (geboren am 20. September 1938 in Uerdingen, Niederrhein) ist eine deutsche Journalistin und Feministin. Sie leitete u. a. die Fernsehsendung Frauen-Fragen (später Frau-TV) des Westdeutschen Rundfunks (WDR) und war 1988 Mitgründerin des Journalistinnenbundes. Von 2000 bis 2004 war sie Vorsitzende des Deutschen Frauenrats.

## Leben
Inge von Bönninghausen war das älteste von vier Kindern von Renate von Bönninghausen, geborene Laux, und dem promovierten Volkswirt Rolf Freiherr von Bönninghausen. Ihre Kindheit war bewegt, denn bedingt durch Kriegs- und Nachkriegszeit zogen die Eltern mit ihren Kindern in drei Jahren sechs Mal um. Als Älteste hatte Inge von Bönninghausen Pflichten und Privilegien. 1958 machte sie am städtischen Mädchengymnasium in Wesel ihr Abitur. 17-jährig war sie dort die erste Austauschschülerin, die 1956 in die Partnerstadt nach Hagerstown (Maryland) ging. Sie kehrte mit dem Vorsatz zurück, nach dem Abitur Journalistin zu werden.
Sie studierte Germanistik und Geschichte in Göttingen, bis sie einen Studienplatz an der Freien Universität Berlin erhielt. In dieser Zeit erlebte sie den Ost-West-Konflikt der 1960er Jahre, den Mauerbau und die Kubakrise. 1968 promovierte sie bei dem Germanisten Eberhard Lämmert mit einer Arbeit über Satire im Frühwerk Jean Pauls. Nach vierzig Jahren reflektierte sie ihre „ganz besondere“ Studienzeit im Lichte der Frauensommeruniversität.
Ein wichtiger persönlicher Schritt war 1991 das lesbische Coming-out in der von ihr moderierten Sendereihe Frauen-Fragen. Von Bönninghausen lebt in Köln.

## Journalistische Tätigkeit
Nach Praktika bei den Düsseldorfer Nachrichten war von Bönninghausen 1969/1970 Assistentin des Programmdirektors des Fernsehens des Saarländischen Rundfunks. Danach arbeitete sie als freiberufliche Journalistin und verantwortete u. a. die Sendereihen Experiment Erziehung (WDR), Elternschule (ZDF) und Schulsorgen (WDR).
Von 1974 bis zu ihrer Pensionierung 1999 war sie Fernsehredakteurin beim Westdeutschen Rundfunk. Dort erstritt sie einen Sendeplatz für eine monatliche feministische TV-Sendung, die 1980 zunächst unter dem Titel Frauenstudien, später Frauen-Fragen und ab 1997 wöchentlich unter dem Titel Frau-TV ausgestrahlt wurde. Ziel war es, fokussiert auf die Lebensrealität von Frauen über Arbeit, Gesundheit, Sport, Sexualität, Gewalt, Kultur, Parteien, Europa und internationale Frauenpolitik zu berichten. Es war die erste frauenpolitische Sendung im deutschen Fernsehen.
Neben ihren regelmäßigen Sendungen entstand gemeinsam mit Redakteurinnen des Norddeutschen Rundfunks und des Hessischen Rundfunks die 1987 ausgestrahlte zwölfteilige Reihe Unerhört – Die Geschichte der Deutschen Frauenbewegung von 1830 bis heute, die als „Ausnahmefall der Fernsehgeschichte“ galt.
Als einzige Vertreterin eines öffentlich-rechtlichen Rundfunksenders aus Deutschland berichtete sie anlässlich der 3. UN-Weltfrauenkonferenz in Nairobi 1985 über Bevölkerung und Gesundheit sowie 1995 vom NGO-Forum der 4. UN-Weltfrauenkonferenz in Peking.
Von Bönninghausen war Koautorin der Studie zur Situation der Mitarbeiterinnen im WDR, Mitbegründerin der Frauengruppe des Senders und Vertreterin des WDR im Steering Committee on Equal Opportunities bei der Europäischen Kommission.
Zwischen 1986 und 2007 war Inge von Bönninghausen Referentin und Moderatorin bei Frauen-Medien-Konferenzen in Afrika, Asien und Südamerika.

## Ehrenämter
Von Bönninghausen war 1988 Mitgründerin des Journalistinnenbundes und 1991 bis 1999 dessen Vorsitzende. Sie begleitete innerhalb des jb-Mentorinnenprogramms seit 2001 mehrfach junge Kolleginnen auf dem Weg in den Journalismus. Als Mitglied in der „International Association of Women in Radio and Television“ engagiert sie sich auch international.
Von 2000 bis 2004 war sie Vorsitzende des Deutschen Frauenrats und Vorstandsmitglied der Europäischen Frauenlobby.
Sie ist Ehrenmitglied bei der Regionalgruppe NRW der Wirtschaftsweiber, war im Vorstand der Stiftung Archiv der deutschen Frauenbewegung in Kassel (ADDF) und im Vorstand der „Lobby für Mädchen“ in Köln.

## Ehrungen

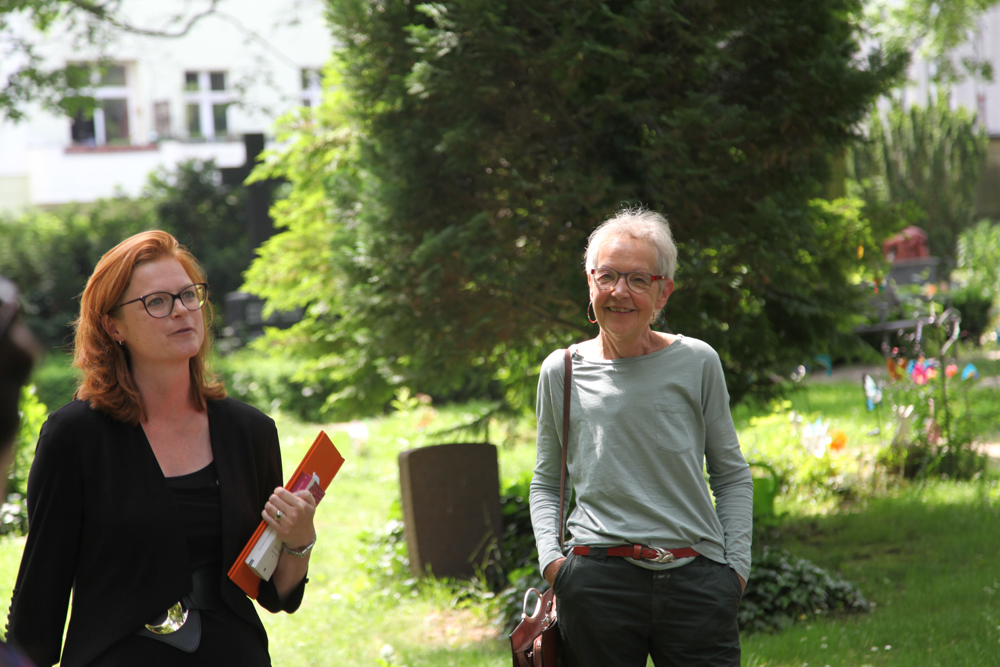
Inge von Bönninghausen (re.) 2016 am Grab von Hedwig Dohm

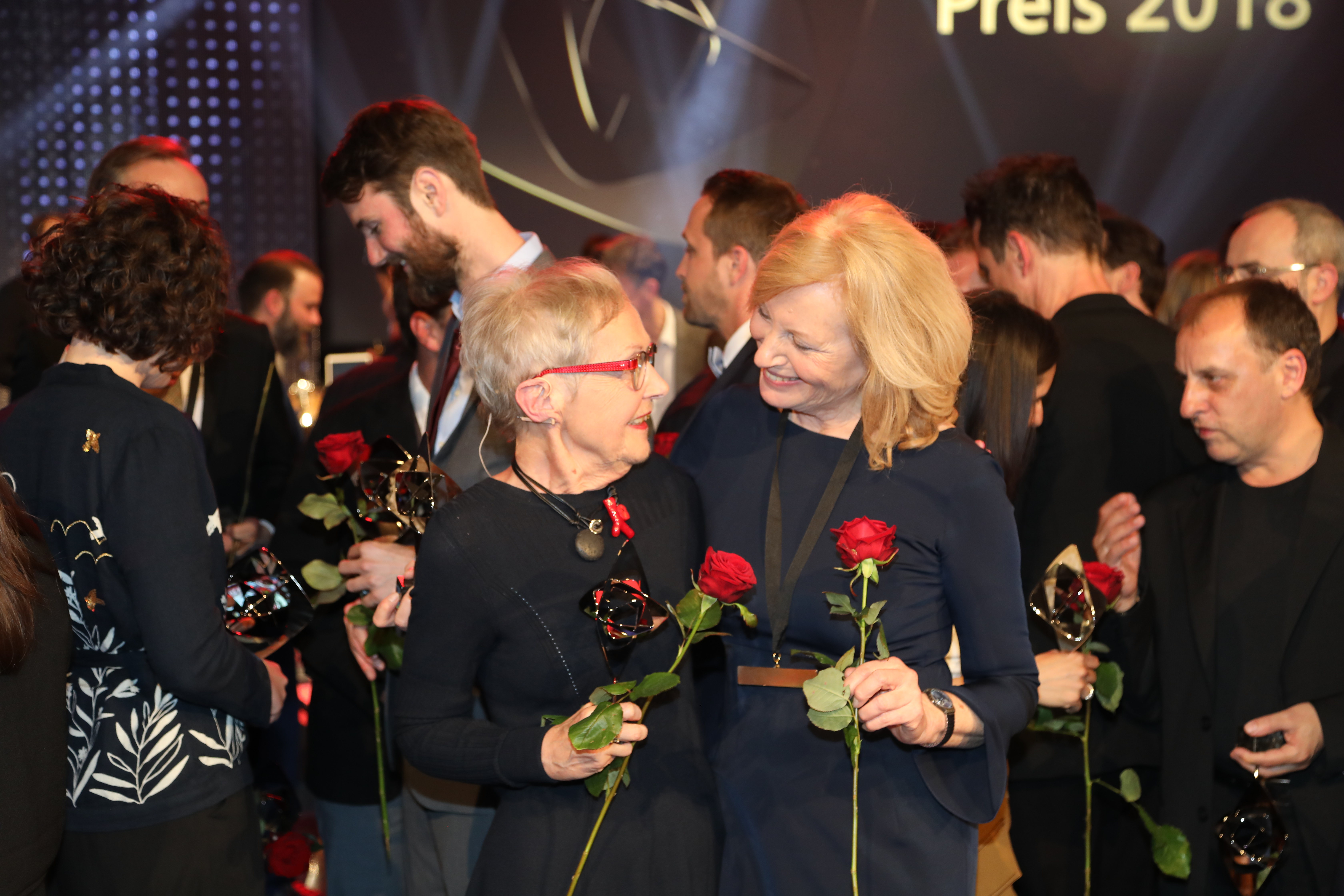
Inge von Bönninghausen und Maren Kroymann bei der Grimme-Preis-Verleihung 2018

Inge von Bönninghausen zu Ehren wurde von elf Fraueninitiativen in Nordrhein-Westfalen die Ehrung „Sternschnuppe – der Inge von Bönninghausen-Preis“, eine von einer Künstlerin gestaltete Kette, verliehen. Der Preis wurde von 1998 bis 2012 alle zwei Jahre vergeben. Sie selbst war die erste Preisträgerin 1998.
Für ihre Verdienste, die Kompetenz der im Journalismus arbeitenden Frauen öffentlich sichtbar zu machen, wurde Inge von Bönninghausen 1999 mit der Hedwig-Dohm-Urkunde des Journalistinnenbundes ausgezeichnet.
2012 wurde ihr der Augspurg-Heymann-Preis für ihr lesbenpolitisches Engagement von der LAG Lesben in NRW verliehen.
Die Besondere Ehrung des Grimme-Preises ging 2018 an Inge von Bönninghausen. Die Jury nannte sie eine „Pionierin in der deutschen Fernsehlandschaft, die das Arbeiten, Wirken und den Einfluss von Frauen in den Medien thematisiert, eingefordert und gelebt hat“.

## Zitate
In der Laudatio zur Verleihung der Hedwig-Dohm-Urkunde 1999 sagte Sabine Zurmühl:
„Ihrem feministischen Engagement sind Themen zu verdanken, die bis dahin von den Medien weitgehend unbeachtet waren. Nicht nur als Vorsitzende, sondern auch als Mitglied in anderen internationalen Vereinigungen, hat sie maßgeblich dazu beigetragen, die Kompetenz der im Journalismus arbeitenden Frauen öffentlich sichtbar werden zu lassen.“
Anlässlich der Verleihung des Grimme-Preises 2018, den sie gemeinsam mit Armin Wolf und Gert Scobel überreicht bekam, sagte die damalige Saarländische Ministerpräsidentin Annegret Kramp-Karrenbauer:
„Der Deutsche Volkshochschul-Verband setzt damit ein deutliches Zeichen für Qualitätsjournalismus – jeder Preisträger verkörpert eine seiner Facetten.“

## Auszeichnungen
- Bundesverdienstkreuz am Bande (8. Oktober 1996)[13]
- Sternschnuppe – Inge-von-Bönninghausen-Preis (1998)
- Hedwig-Dohm-Urkunde (1999)
- Augspurg-Heymann Preis (2012)
- Besondere Ehrung des Grimme-Preises (2018), gemeinsam mit Armin Wolf und Gert Scobel[14]

## Veröffentlichungen
- mit Ernst Stobberg: Schulsorgen – Wer die Ursachen kennt, kann helfen. Verlagsgesellschaft Rudolf Müller, Köln-Braunsfeld 1971, ISBN 3-481-21001-9.
- Spiel mit mir – Lern mit mir: Die Förderung des Kindes im Vorschulalter. Nach der ZDF Elternschule. Verlagsgesellschaft Rudolf Müller, Köln-Braunsfeld 1972, ISBN 3-481-21011-6.
- mit Jutta Dreisbach-Olsen: Experiment Erziehung: Antiautoritäre Erziehung – und was nun? Verlagsgesellschaft Rudolf Müller, Köln-Braunsfeld 1973, ISBN 3-481-40461-1.
- mit Paul Bielicki, Jutta Dreisbach-Olsen, Hannelore Meyer: ZDF-Elternschule 1974: Die großen Probleme der Kleinen. Verlagsgesellschaft Rudolf Müller, Köln-Braunsfeld 1974.
- mit Ernst Stobberg: Schulsorgen? Humboldt-Taschenbuchverlag, München 1992, ISBN 3-581-66239-6.
- mit Gisela Helwig, Freya Klier: Ungleiche Schwestern? Frauen in Ostdeutschland und Westdeutschland. Nicolai, Berlin 1998, ISBN 3-87584-713-X

## Film
- WDR Geschichte(n) – Inge von Bönninghausen. Buch und Regie: Klaus Michael Heinz, 60 min., WDR Fernsehen 2020, WDR Mediathek unbefristet.[15]